# Paterno (Avezzano)
Paterno è una frazione di 1 810 abitanti del comune di Avezzano (AQ), in Abruzzo.

## Geografia fisica
Il paese marsicano, situato alle pendici del monte Cervaro (gruppo montuoso dei Tre Monti), è adagiato sul versante settentrionale della piana del Fucino. La frazione è posta ad est del comune di Avezzano, confina con San Pelino ad ovest e con Celano ad est. A nord ovest è dominato dal monte Velino e dalla vetta del monte Cafornia e a nord est dai monti della Magnola. Il paese originario era situato a circa 900 metri m s.l.m., mentre il nuovo nucleo urbano si è sviluppato dopo il terremoto del 1915 più in basso nei pressi della via Tiburtina Valeria, strada che collega Roma a Pescara, e verso la piana del Fucino in località Pietragrossa.
Dista circa cinque chilometri dal capoluogo comunale.

## Origini del nome
Sulle origini del nome di Paterno non si hanno notizie certe. Sarebbe legato a quello di una villa di epoca romana che avrebbe acquisito il toponimo del fundus Paternianus, dal nome del suo antico proprietario. Di quest'ultimo però non si hanno certezze, né Muzio Febonio né altri storici e ricercatori infatti hanno potuto chiarire chi fosse. Pietro Antonio Corsignani, Rosato Sclocchi ed Andrea Di Pietro sostennero l'ipotesi del console Paterno, non specificando però di quale console o prefetto del pretorio si tratti giacché ne esistettero diversi. Lo storico locale Fabiano Blasetti alla fine dell'Ottocento avanzò l'ipotesi che si potesse trattare di Ovinio Paterno, praefectus urbi nell'anno 281.
In alcuni documenti storici il borgo è riportato anche con i nomi di Paterniano, Paderno o Paterno dei Marsi.

## Storia

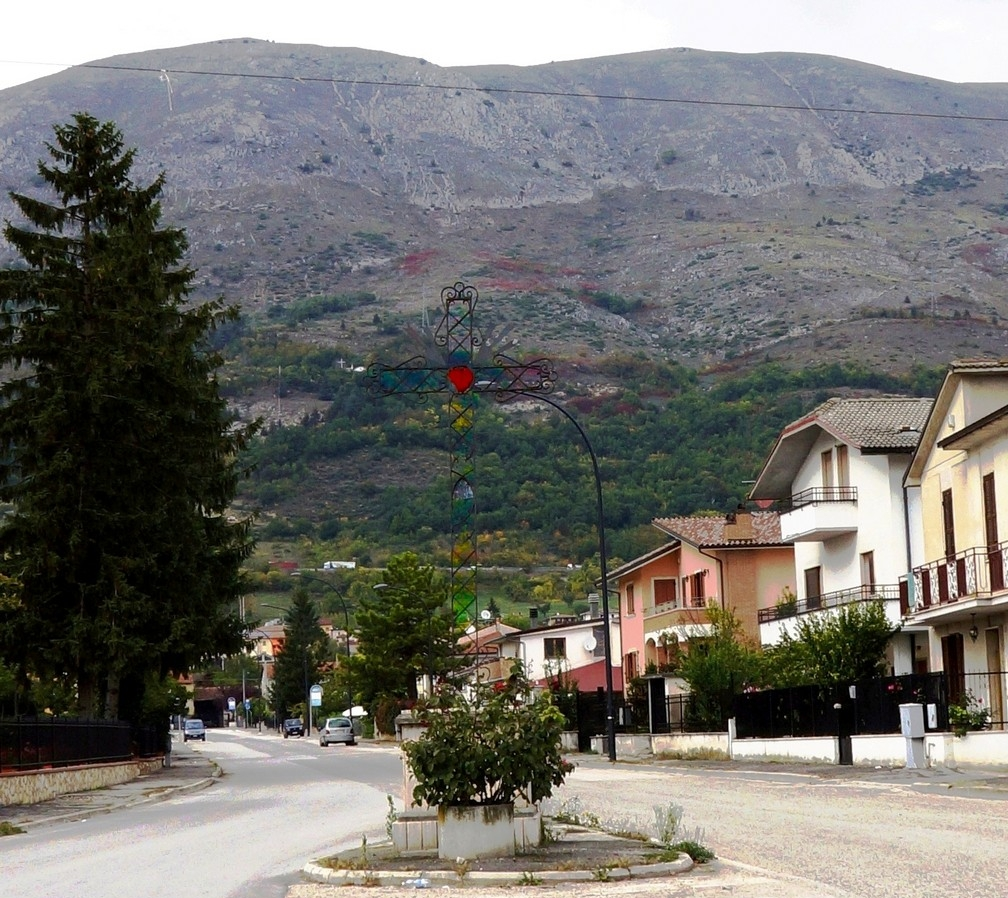
Monte Cervaro visto dalla croce di Pietragrossa

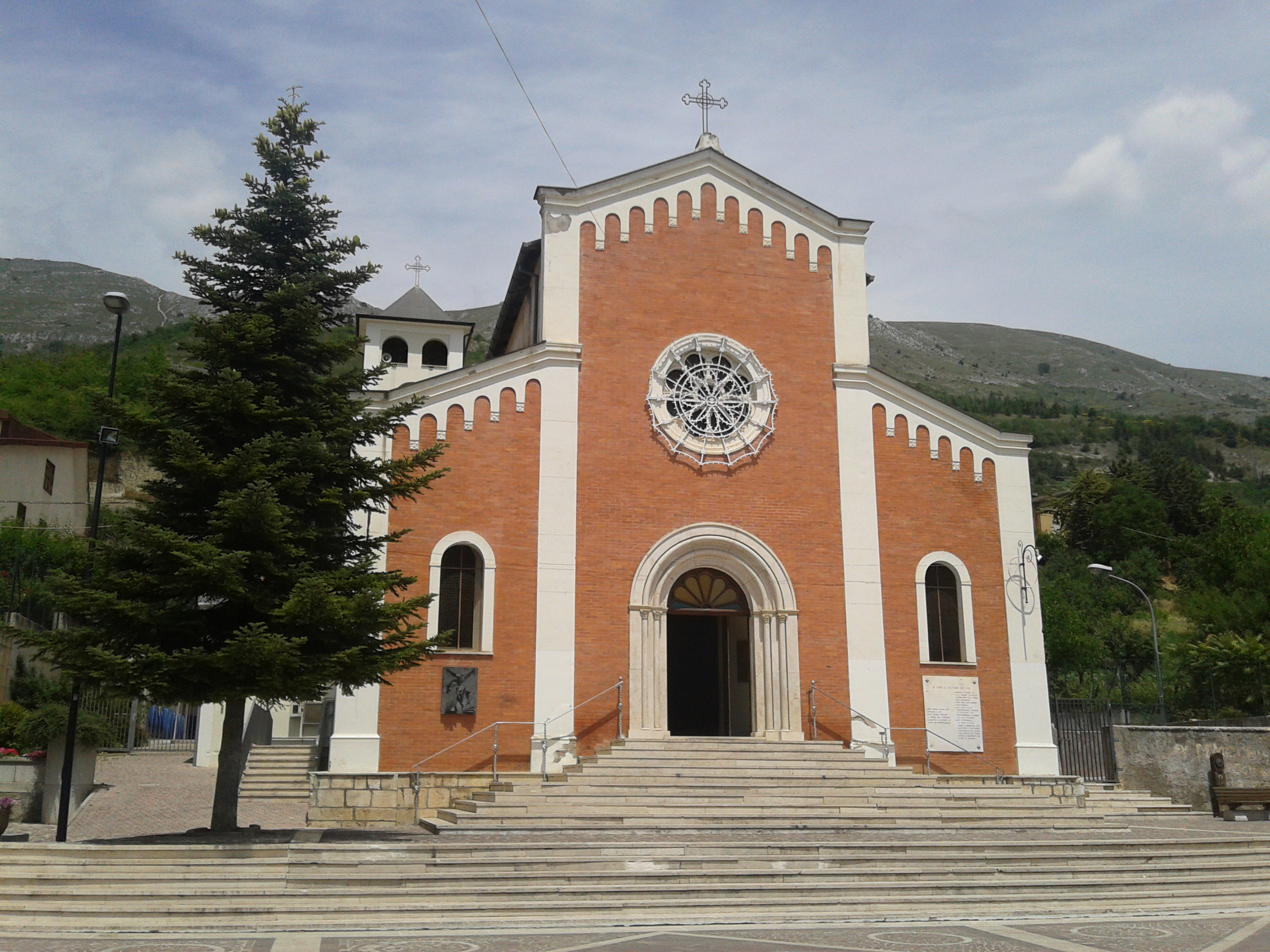
Chiesa di San Sebastiano

I primi rinvenimenti archeologici avvenuti negli anni settanta in località pianura di Cellitto, al chilometro 122 della strada statale 5 Via Tiburtina Valeria, testimoniano come in questi luoghi sin dal Neolitico, le popolazioni stanziassero in modo continuativo grazie alle favorevoli condizioni ambientali e climatiche del territorio circostante il lago Fucino. Il villaggio in epoca imperiale era situato nei territori contesi da Equi e Marsi in area albense, della quale costituiva l'estremità geografica orientale. In tempi remoti il villaggio di Paterno costituiva una fortezza situata in posizione strategica sulle rive settentrionali del lago Fucino. Muzio Febonio nella sua opera Historiae Marsorum scrive di una rocca militare situata sulla collina di Paterno, costruita ad est di Alba Fucens per difendere il passaggio verso il lago Fucino dalla colonia latina.
Nel territorio di Paterno insistevano due ocres (aggregati di case o vici posizionati in altura): uno era localizzato nella parte vecchia in località San Silvestro, che con ogni probabilità era dotata di una fortezza difensiva; l'altro era situato in località Porciano. Gli oppida, probabilmente risalenti al IV secolo a.C., erano invece situati più in alto e costruiti per scopi militari. Questi circondavano le Tre Cime, località nota anche con il nome di Tre Monti: monti Cervaro, Uomo e Sinarica, situata in posizione dominante rispetto al paese contemporaneo.
Il centro urbano è sorto in epoca romana attorno alla villa del console Paterno, nel medioevo s'ingrandì grazie ad alcune popolazioni di villaggi lacustri abbandonati per via delle esondazioni del Fucino. Il suo nome apparve nel 774, quando Ildebrando, re dei Longobardi e duca di Spoleto, donò all'abbazia di Montecassino la chiesa di San Giorgio in Paterno, con cinquecento moggi di terra e il diritto di pesca nel lago Fucino. Gli abitanti, rei di parteggiare per Federico II, vennero puniti nel 1222 dal conte del Molise Tommaso che incendiò e rase al suolo il borgo. Paterno, incluso nella contea dei Marsi, passò sotto il controllo della contea di Celano nel corso del XIII secolo.
In epoca moderna passò sotto la signoria dei Colonna dal 1511. All'epoca della rivolta di Masaniello nel 1647 qui avvenne un grave saccheggio e nello stesso periodo la costituzione della sua universitas, dotata di autonomia. Nel 1799 si registrò il passaggio delle truppe francesi, infine nel 1806, anno dell'eversione feudale, Paterno divenne frazione di Celano. Grazie al prosciugamento del lago Fucino ci fu un importante incremento demografico, ma come gran parte dei centri marsicani anche questo paese venne distrutto dal terremoto del 1915. Su duemila abitanti ci furono appena 360 superstiti, a Paterno scomparve il 15% dei nuclei familiari. Nel paese ricostruito più a valle, tra il 1938 e il 1939, venne edificata la chiesa intitolata a san Sebastiano.
Nella Seconda guerra mondiale Paterno fu pesantemente bombardata da attacchi alleati miranti a colpire i convogli militari e i depositi di bombe dei tedeschi che si pensava erroneamente fossero dislocati nei pressi della distrutta fontana di Pietragrossa. Il bombardamento più violento avvenne il 10 novembre 1943. Faticosamente rialzatosi dai danni materiali e spirituali inflitti dal conflitto, il paese, pur anelando insieme a San Pelino l'autonomia amministrativa, nel 1954 divenne definitivamente frazione di Avezzano.

## Monumenti e luoghi d'interesse

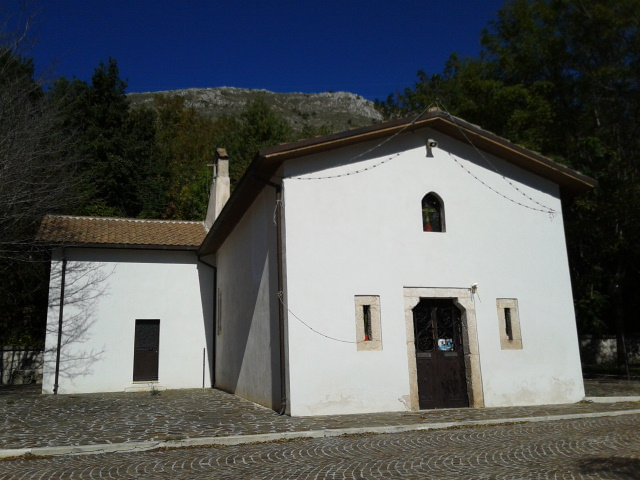
Santuario di Sant'Onofrio

I resti della parte vecchia di Paterno

### Architetture religiose
- Chiesa di San Sebastiano edificata nel 1938[18].
- Santuario di Sant'Onofrio, risalente con ogni probabilità al XVI secolo, era noto con il nome di eremo di Sant'Onofrio, ristrutturato nel secondo dopoguerra, subì gravi danni dal sisma del 1915[19].
- Ex monastero di San Salvatore: il monastero, citato da Carlo Ignazio Gavini e da Mario Moretti nelle loro memorie sull'architettura medievale abruzzese[20], risale al XII secolo circa, fu fondato come cenobio benedettino, dipendente dal monastero di Santa Maria in Luco. Decadendo nei secoli, rischiava la distruzione nella seconda metà dell'Ottocento a causa dei lavori di realizzazione della ferrovia Roma-Pescara, sicché lo storico Antonio De Nino fece asportare dai ruderi il portale romanico, per collocarlo nella chiesa della Madonna del Carmine a Celano. Successivamente il portale è stato rimontato nel cortile interno del castello Piccolomini di Celano[21].

### Siti archeologici
L'insediamento neolitico di Paterno, situato in località pianura di Cellitto lungo l'antica via Valeria, fu scoperto nel 1970. I primi scavi furono portati avanti dall'istituto di antropologia e paleontologia umana dell'università di Pisa. Nel 1978, grazie anche all'opera dell'Archeoclub della Marsica, fu rinvenuta la statuetta litica di Paterno oltre a diverso vasellame ceramico.

### Aree naturali
- Gruppo montuoso dei Tre Monti (monti Uomo, Cervaro e Sinarica)[24].

## Società

### Tradizioni e folclore
Il 20 gennaio si svolge la festa patronale in onore di san Sebastiano martire. D'estate il 12 giugno si celebra invece la festa in onore del compatrono sant'Onofrio.

## Cultura

### Cucina

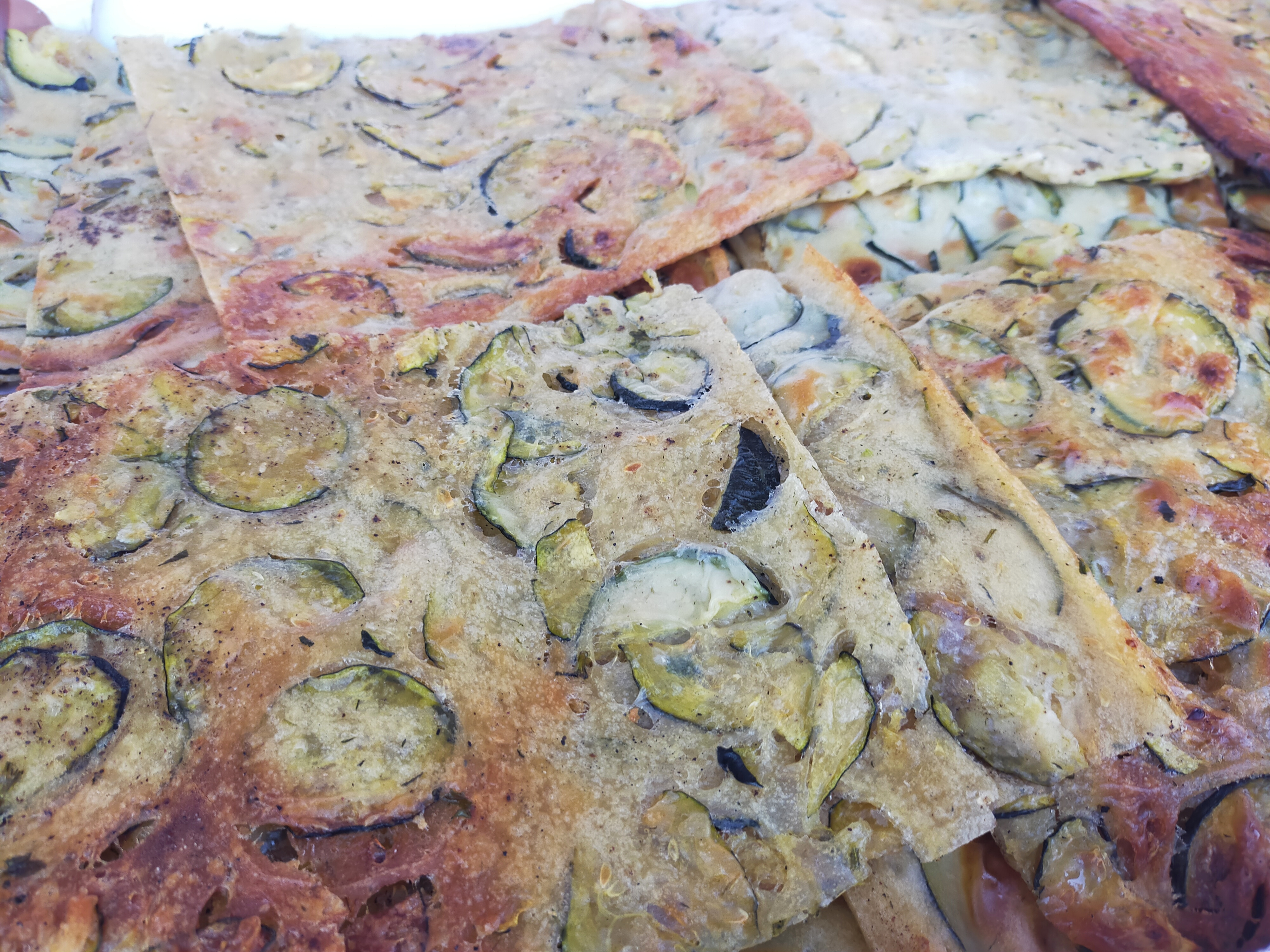
La cococciata

La tradizione culinaria locale si caratterizza per i piatti tipici della cucina povera rinascimentale, propria delle realtà contadine. I piatti tipici esaltano le produzioni tipiche della piana del Fucino come la patata del Fucino e la carota dell'altopiano del Fucino, entrambe certificate IGP. 
La cococciata è una sfoglia realizzata con farina e acqua e condita con le zucchine tagliate a rondelle, il prezzemolo, il pepe nero e l'olio. 
Dal 1958, in seguito alla costituzione della Cantina Cooperativa del Fucino, vengono prodotti a Paterno vini rossi, rosati e bianchi in diverse linee: Trebbiano di Avezzano (Bombino bianco), Montepulciano d'Abruzzo, Fucens, Rosso della Costa, Visconte, Fonte Vecchia, Noemo, Sapori d'Autunno, Pecorino, Cococciola, Scabino e frizzante Brioso.

## Infrastrutture e trasporti

### Strade
Il paese è situato lungo la strada statale 5 Via Tiburtina Valeria. Non distante dal centro urbano c'è l'innesto della strada statale 696 dir Vestina che conduce a Celano.

### Ferrovie
La stazione di Paterno-San Pelino è una fermata ferroviaria posta sulla linea ferroviaria Roma-Pescara a servizio delle due frazioni del comune di Avezzano.

## Sport
La società di calcio A.S.D Paterno ha militato nei tornei dilettantistici abruzzesi. Nel 2017 ha vinto la Coppa Italia Dilettanti Abruzzo; il campo sportivo è intitolato a Michele Addari.